# カムイワッカ湯の滝

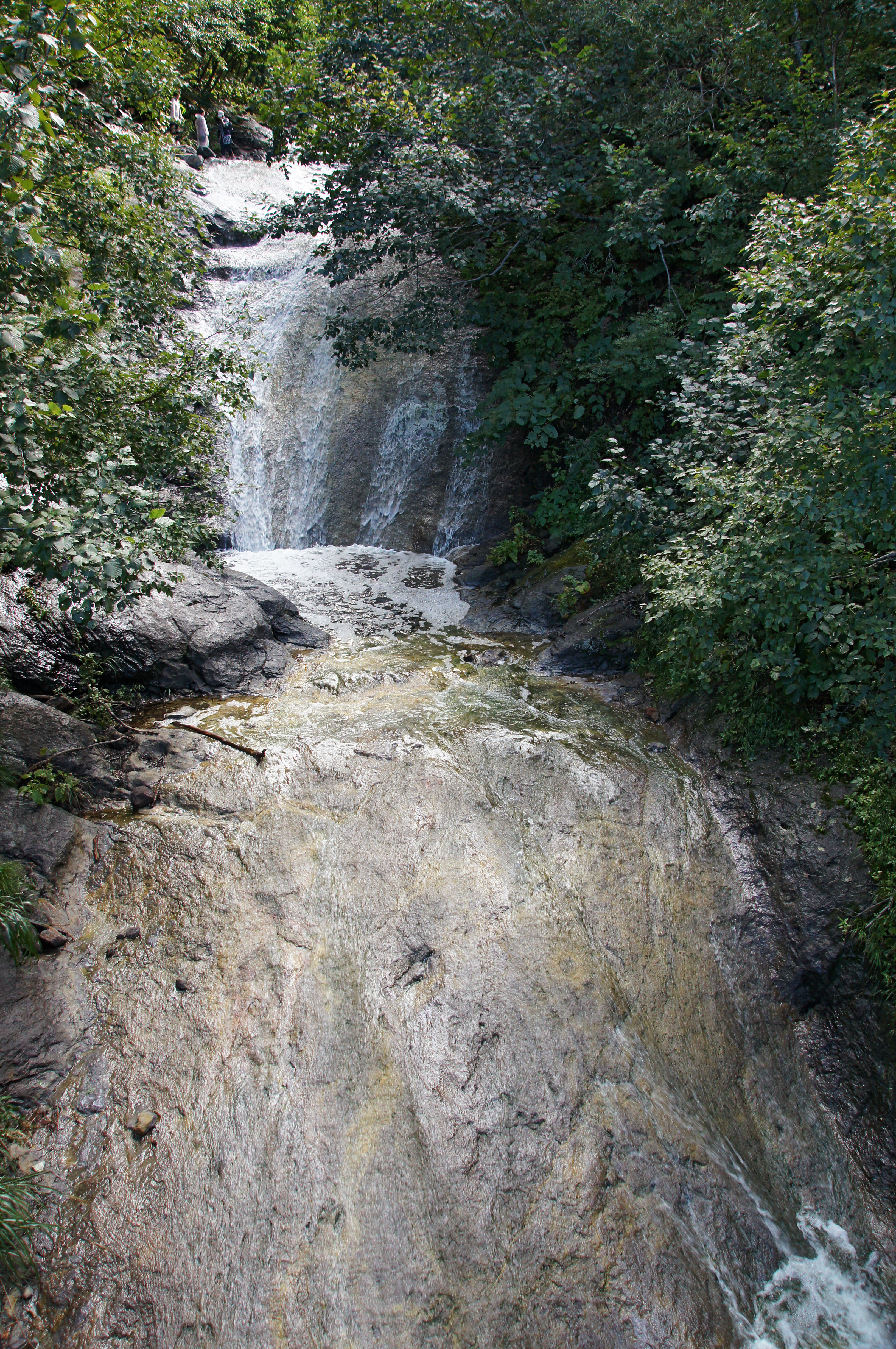
カムイワッカ湯の滝

カムイワッカ湯の滝（カムイワッカゆのたき）とは、北海道斜里郡斜里町のカムイワッカ川にかかる滝である。滝自体が温泉となっている。また、最下流にはカムイワッカの滝という「湯」がつかない別の滝が存在する。

## 概要
標高は400メートル、落差20メートルの渓流瀑である。知床半島のほぼ中央にある活火山の硫黄山を源流とするカムイワッカ川に掛かる。
川には温泉が流入し、連続する滝のそれぞれの滝壺が野趣溢れる天然の露天風呂となっており、野湯とも表現される。カムイワッカはアイヌ語のkamuy（神、または神のような崇高な存在の意）、wakka（水の意）であり、この川の温泉成分が強い硫黄成分を含むため有毒であり、生物が生息できない「魔の水」の意味と解釈されている。
知床八景のひとつとして以前から知られていたが、2005年（平成17年）7月14日に世界遺産に登録され、訪れる観光客が急増した。一方で、落石の危険性があることから、厳しい立入規制が行われるようになった（後述）。

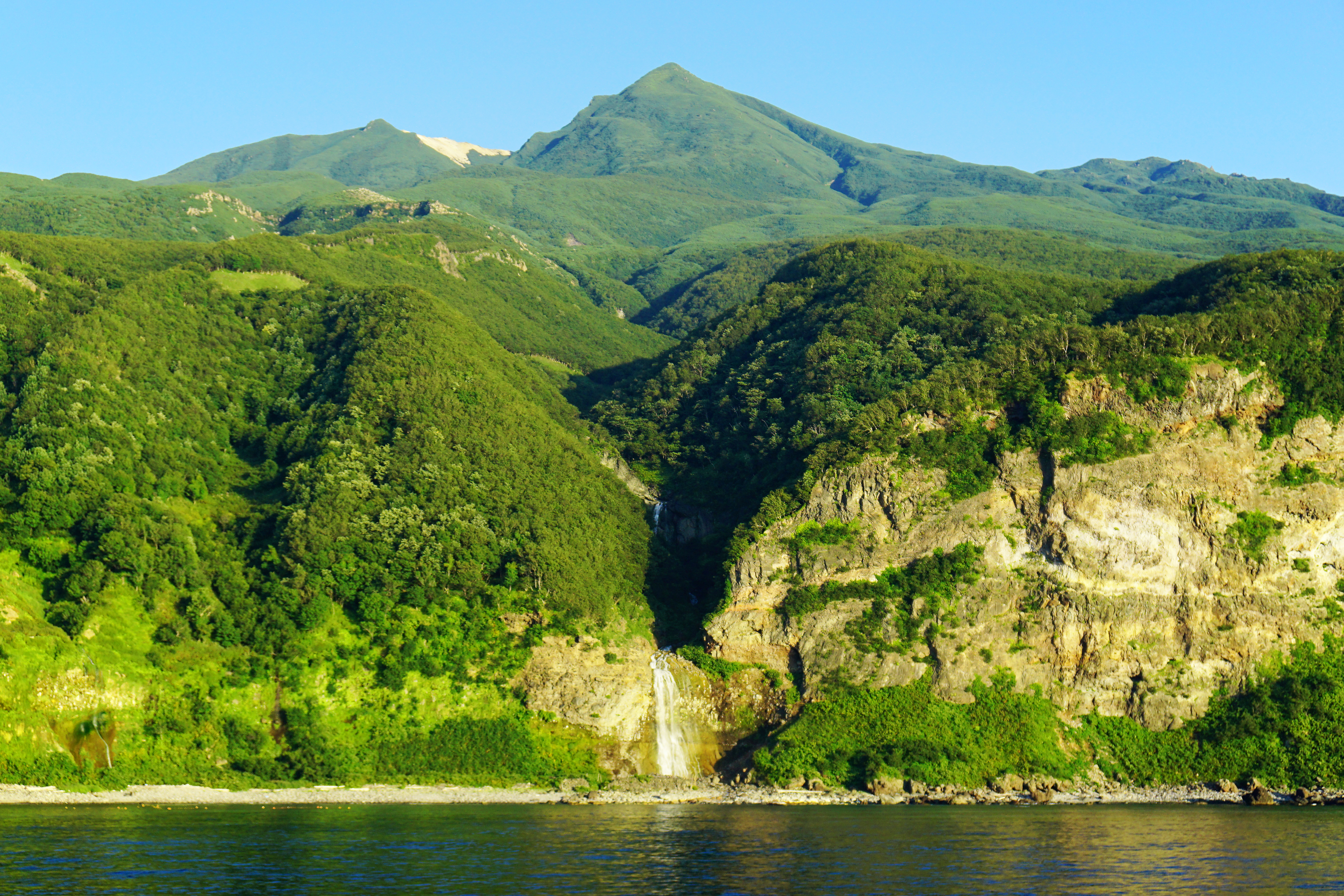
知床硫黄山とカムイワッカ川の谷を北西から望む。末端に見えているのは、下で解説するカムイワッカの滝(湯がつかない別の滝)。

### 泉質
- 硫酸泉

源泉はpH1.6-1.8の強酸性であり、皮膚への刺激が強い。

### 温泉地
宿泊施設、脱衣場ともにない（なお、シーズン中にシャトルバスのバス停前に設置される簡易トイレの横に更衣室がある）。入浴は無料。

## 立入規制

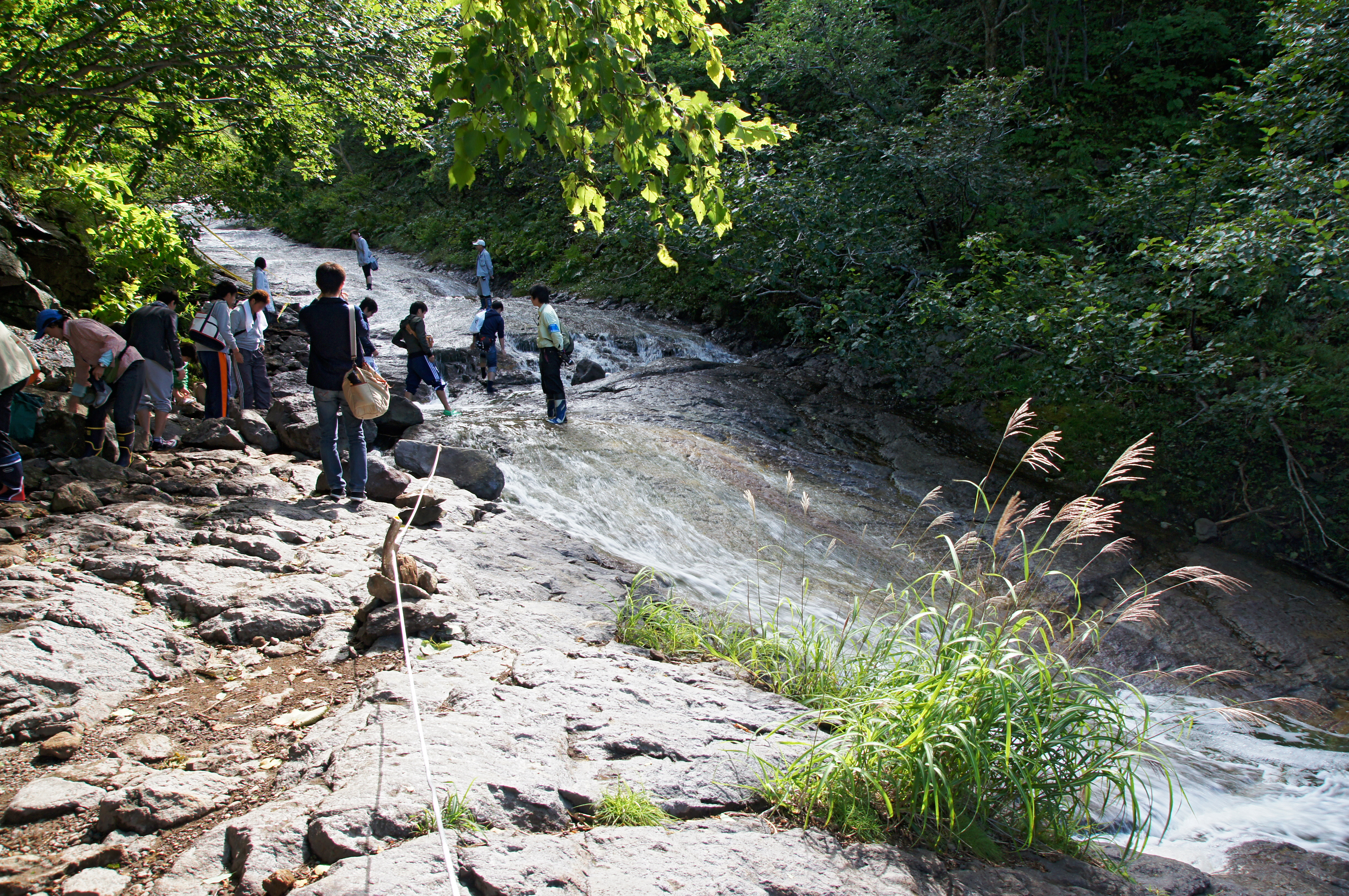
観光客

ウトロ温泉街より国道334号、北海道道93号知床公園線を経由し約28km。
かつてはどの滝壺にも自由に入浴できた。上流の滝壺に行くほど湯温は熱くなるが、高温の湯の流入による火傷および難しい岩場などによる転落の危険度が高かったことも事実である。さらに2005年に知床が世界遺産に登録されたことにより観光客が激増し、転落や落石の危険が更に増したため、同年には適温の滝のうち一番下の通称「四ノ滝」の滝壺以外は立ち入り・入浴禁止となり、シーズン中は監視員が常駐するようになった。「四ノ滝」の滝壺に大きな岩の落石が2 - 3あり落石の危険がより高まったため、翌2006年から車道から100メートルほどで最初に現れる小滝である通称「一ノ滝」より上流への立入が禁止された。この滝壷の湯温は30度ほどとかなりぬるいため、快適な入浴はできない状態である。

## アクセス

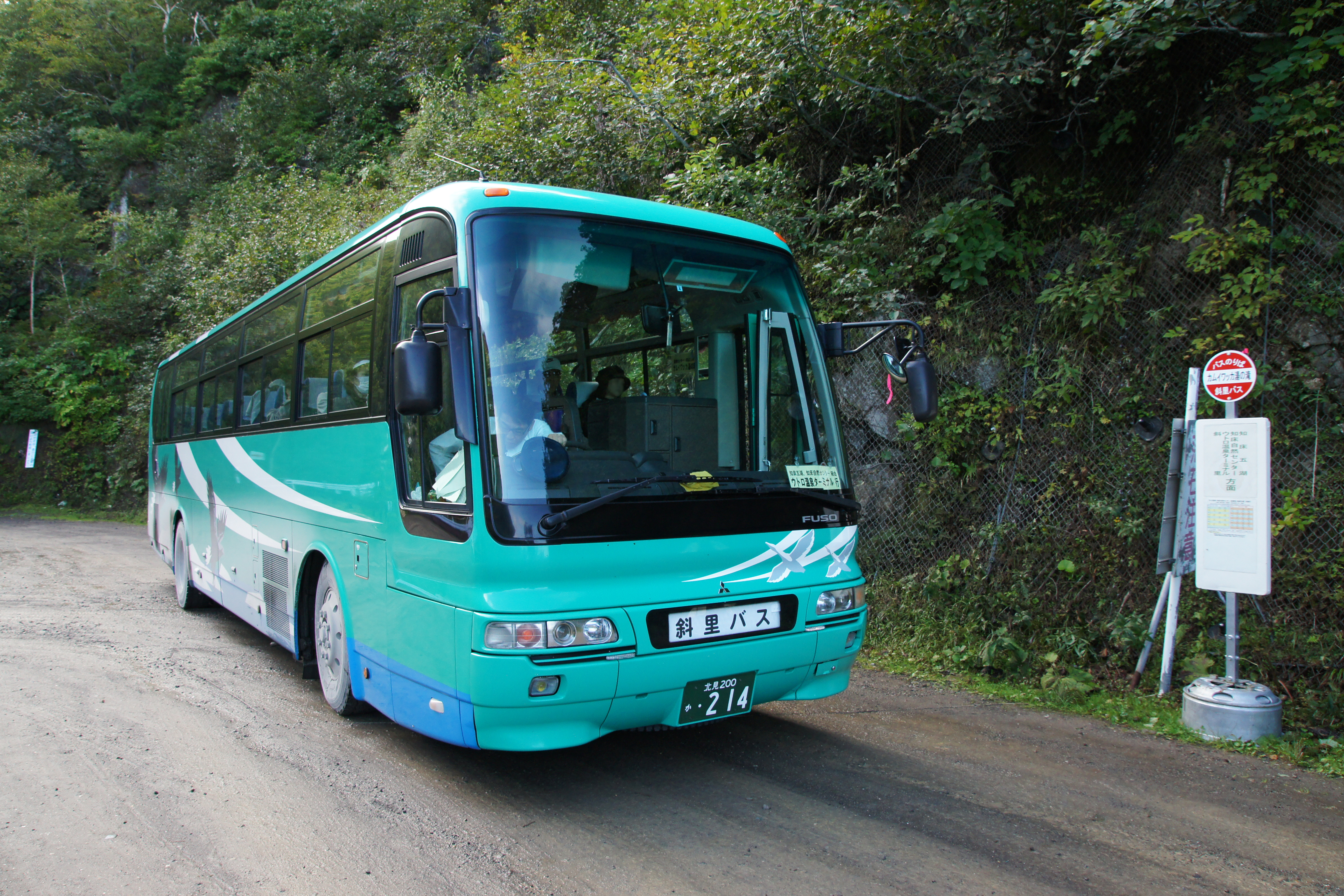
シャトルバスとカムイワッカ湯の滝バス停

2012年時点では、滝へ通じる道道は6月 - 10月下旬のみ大型車を除き通行可となっており、そのうち8月・9月には車両の乗り入れが制限される期間が設定され、当該期間は斜里バスのシャトルバスによるアクセスのみ可能となっている。
「カムイワッカ湯の滝」バス停そばに滝への入口があるが、そこからは自然の川を登る形となっており一切の整備はなされていない。沢登りの初歩の知識や技術が必要とされている。以前に入山したパーティがロープを設営し残している場合もあるが、強酸性の温泉のために腐食し耐久性が無くなっている場合があるため使わないよう注意がなされている。

## カムイワッカの滝

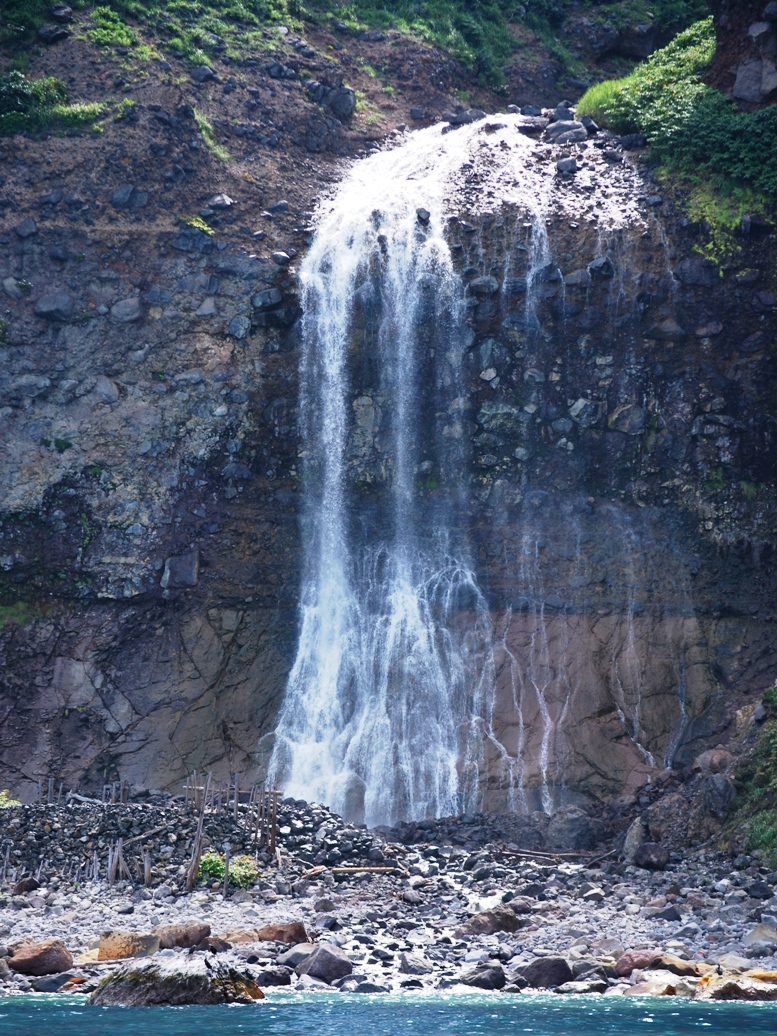
カムイワッカの滝

カムイワッカ湯の滝の約1km下流に、カムイワッカ川の水が直接、オホーツク海に落下するカムイワッカの滝がある。落差は約30m。幅広の姿形を持つ。こちらは陸路で近づくことは困難であり、ウトロ港から運航される遊覧船から見ることができる。標高は40メートル。分岐瀑。
落水が硫黄などを含む強い酸性であるため、河口付近は岩場に藻がほとんど生えず、化学反応で海水がエメラルドグリーンになっている。秘境の知床を代表する滝の1つであり、かつて滝のそばで硫黄を採掘していた小屋跡が現在もその柱を残している（写真左下）。